# ایمولا
شهر ایمولا (به ایتالیایی: Imola) با جمعیت ۶۷٬۳۰۱ نفر در ناحیه امیلیا-رومانیا در کشور ایتالیا واقع شده‌است.
نام شهر ایمولا اولین بار در قرن هفتم میلادی توسط لمباردها که این منطقه را به عنوان استحکامات نظامی خود بکار گرفتند مورد استفاده قرار گرفت.
این شهر بعد از بولونیا بزرگترین شهر استان امیلیا رومانیا است. ایمولا در سال ۸۲ قبل از میلاد مسیح تأسیس شده و در قرون وسطی توسط گروه‌های مختلفی از امپراتوری بیزانس تا اعراب و خانواده‌های پادشاهی و پاپ و غیره به تصرف درآمده است. در دوره مدرن تحت سلطه فرانسوی‌ها، اتریشی‌ها، جمهوری چیزالپینا، پادشاه ساردنی و راونا و … قرار گرفت و بعد از تشکیل حکومت متحد ایتالیا همه وابستگی آن حذف و زیرنظر شهر بولونیا اداره شد. ایمولا به خاطر افتخارات زیاد جنگی و مبارزات پارتیزانی مدال طلای نظامی را در سال ۱۹۸۴ دریافت کرد.

## اقتصاد ایمولا
ایمولا یکی از ثروتمندترین شهرهای استان امیلیا رومانیا و در جدول مربوط قبل از شهر یمنی قرار گرفته است.منطقه ایمولا دارای طیف گسترده و مفصلی از مشاغل معمولی است که شامل : نخست همکاری های صنعتی ،دوم همکاری های اجتماعی و سوم شرکت های کوچک و متوسط می باشد.خصوصیت ساختار اقتصادی ایمولا حضور پررنگ تعاونی های صنعتی است. جوزپه بوچی "بنیانگذار" همکاری ایمولا محسوب می شود. وی ، به همراه برادرش آنجلو ، یک کارخانه کارد و چنگال و ظروف سفره و ظروف سفالی را که در قرن هجدهم تاسیس کرد.در 22 ژوئن 1874 او این شرکت را به کارگران مستقر در انجمن تعاونی سرامیک ایمولا فروخت. این اقدام به منظور کمک به "پیشرفت صنعت و بهبود وضعیت اقتصادی کارگران" صورت پذیرفت..این نخستین تعاونی تولید و کار در ایتالیا بو. در نیمه دوم قرن نوزدهم ، تعداد زیادی تعاونی های دیگر در منطقه ایمولا پا به عرصه گذاشتند.در آغاز قرن بیستم ، اولین هم افزایی ها آغاز شد. رومئو گالی "انبار تعاونی مصرف عمومی" را تأسیس کرد. در 21 مه 1911 ، 16 از 20 تعاونی موجود ، "فدراسیون منطقه ای تعاونی های ایمولا" را به ریاست خود گالی ایجاد کردند. ایمولا جلوتر از مرکز استان ، بولونیا حرکت کرد. متعاقبا دیگر تعاونی های اصلی صنعتی ایمولا متولد شدند.شرکت 3elle (قاب پنجره های چوبی ، تاسیس در سال 1908)، شرکتSACMI (کارخانه های صنعت سرامیک و بسته بندی ، در 2 دسامبر 1919 توسط رومئو گالی و جولیو میکتی)و شرکت CTI (در سال 1930)تاسیس شدند.همچنین در سال 1939-40 اولین کارخانه های جنگ : Cogne (تولید توپ و توپ ضد تانک ، پوسته توپخانه دریایی و ضد هوایی) و و Caproni (تجهیزات هواپیمایی و نیروی دریایی)در ایمولا افتتاح شدند.پس از جنگ جهانی دوم ، ایمولا بیشتر در حال توسعه کالاهای صنعتی جامد بود. در دهه شصت ، بسیاری از شرکت های جدید در شهر و مناطق اطراف به ویژه در بخش های فلزکاری ، سرامیک و آجر متولد شدند.کارگران صنعتی برای اولین بار از کارگران در کشاورزی پیشی گرفتند ، فعالیتی که تاکنون اکثریت نیروی کار را به کار گرفته است.در سال 1978 CESI به دنیا آمد که یک کنسرسیوم تعاونی ساخت و ساز بود که به زودی یکی از بزرگترین شرکت های این بخش در سطح منطقه ای شد.در بین صنعتگران ، یکی از مهمترین چهره های دوره پس از جنگ ایمولا رناتو باچینی بود. وی بنیانگذار گروه Benati (ماشین آلات خاکی) ، Cerim (سرامیک) ، Avicola Selice (مواد غذایی) بود و ادامه دهنده بسیاری از فعالیت های صنعتی دیگر که قبلاً در منطقه حضور داشتند.امروزه تعاونی های اصلی در منطقه لگاکوپ و کنفکراتیک هستند. عمده شرکتهای غیر تعاونی در منطقه ایمولا IRCE (هادی های برقی) و Case (گروه FIAT) هستند که کارخانه ها و تولید گروه Benati را در اواخر دهه 1980 به عهده گرفتند.

### شرکت ساکمی ایمولا
شرکت ساکمی(Società Anonima Cooperativa Meccanici Imola)تولیدکننده بین المللی ماشین آلات و  کاشی و سرامیک ، نوشیدنی ، بسته بندی ، فرایند کنترل کیفیت ، ماشین آلات پردازش شکلات و صنایع پلاستیک است. ساکمی شعبه هایی در آیووا ، ایالات متحده ، روسیه ، اندونزی ، سنگاپور ، آلمان ، هند ، پرتغال ، لهستان ، برزیل ، مکزیک ، اسپانیا ، ایران و مصر دارد. این شرکت تعاونی است و در سال 1919 تأسیس شده است.
رئیس شرکت بین المللی ساکمی ایمولا آقای پائولو مونگاردی است.شرکت ساکمی به مناسبت یکصدمین سالگرد تاسیس خود همایشی را تحت عنوان  "ساکمی پیشرو در نوآوری های صنعت سرامیک" در مورخ 24 مهر ماه سال 1398 در محل مرکز همایشهای بین المللی صدا و سیما – تهران برگزار نمود.

## شهرهای خواهرخوانده ایمولا
1. شهر پولا در کرواسی
2. شهر ریجکا در کرواسی
3. شهر کولچستر در انگلیس
4. شهر Gennevilliers در فرانسه
5. شهر اردکان در استان یزد از 28 آگوست 2019[۹]

1. شهر واین‌هایم در آلمان[۲]

## جامعه ایمولا

### مشاهیر ایمولا
- Quinto Cenni-نقاش و تصویرگر
- Stefano Domenicali-مدیر سابق تیم مسابقات فرمول یک فراری
- Fausto Gresini-
- Andrea Costa-سیاستمدار و یکی از بنیانگذاران حزب سوسیالیست ایتالیا
- Antonio Maria Valsalva-آناتومیست
- Benvenuto Rambaldi da Imola -سخنران مشهور
- Luca Ghini-دانشمند>پزشک و گیاه‌شناس
- Vincenzo Dal Prato, castrato-خواننده
- Cosimo Morelli-معمار
- Innocenzo di Pietro Francucci da Imola-نقاش
- Saint Hippolytus of Rome-نویسنده[۲]

### اقلیت های خارجی
براساس داده های ISTAT (مرکز آمار ایتالیا)تا اول ژانویه سال 2019 ، جمعیت مقیم خارجی 7306 نفر بوده است. تعداد اتباع سایر ملیت ها به این شرح هستند:
1. رومانی،2،280
2. مراکش،1.093
3. آلبانی،1.028
4. اوکراین،425
5. تونس،287
6. لهستان،250
7. مولداوی،210
8. پاکستان،199
9. چین،177
10. نیجریه،168

## آثار تاریخی
- ROCCA SFORZESCA DI IMOLA: قلعه ای متعلق به نیمه دوم قرن ۱۳ میلادی که ترکیبی از معماری نفیس قرون وسطی و رنسانس است.
- Palazzo Tozzoni: این کاخ در قرن ۱۸ میلادی بنا شده‌است.
- Palazzo Riario poi Sersanti: این قصر در سال ۱۴۸۰ میلادی بنا شده‌است.
- Oratorio San Rocco:(کلیسا-۱۶۲۲)
- Farmacia dell’Ospedale: داروخانه ای باقیمانده از قرن ۱۸ میلادی
- Porta Montanara:یکی از چهار دروازه قدیمی شهر ایمولا
- Bastioni di Port’Appia: این باروها از قرن ۱۵ میلادی برجای مانده‌است.
- Complesso dei SS.Nicolò e Domenico: این مجموعه یکی از مهمترین مکانهای هنری و تاریخی ایمولا است که در قرن ۱۳ ساخته شد.
- Observance Complex: این مجتمع بزرگ برای یک قرن از ۱۸۹۰ به عنوان بیمارستان روانپزشکی بوده و بعداً به ۱۴۰ هزار متر مربع توسعه یافت.
- Ex Convento del Buon Pastore: در این مجموعه مدارس و کالجهایی قرار دارد اکنون گاه مناسبتهای فرهنگی در آن برگزار می‌شود.
- Palazzo Machirelli poi Dal Pozzo: این قصر در قرن ۱۵ ساخته شد.[۲]

## جاذبه‌های طبیعی
- پارک آب‌های معدنی که چشمه‌های آن دارای ذخایر بالای آهن و گوگرد می‌باشد که در سال ۱۹۸۸ به علت وجود مقدار زیاد اسید سولفوریک به روی عموم بسته شد.
- پارک توزونی: به عنوان منطقه شکاری از آن استفاده می‌شد و الان به عنوان ذخیره طبیعی منطقه ای از آن محافظت می‌شود.[۲]

## صنایع دستی
ایمولا نه تنها برای تولید سرامیک و سفال بلکه برای پردازش آهن شکل یافته نیز مشهوراست.

## موزه‌های ایمولا
- موزه سن دومینیکو
- قصر توزونی
- موزه سرامیک تعاونی ساکمی
- کلکسیون سلاح و سرامیک
- موزه رستاخیز
- مرکز تاریخ معاصر و ضد فاشیست
- موزه یهودا[۲]

## انجمن های موسیقی ایمولا

### "Banda Musicale Città d'Imola"
قدیمی ترین انجمن موسیقی ایمولا است که در سال 1823 تاسیس شد.علاوه بر حضور در مهمترین وقایع زندگی عمومی در ایمولا ، فعالیت شدید آموزش موسیقی را در مدارس شهری انجام می دهد. در سال 2011 ، 150 عضو داشت که 100 نفر از آنها در گروه موسیقی معروف تری حضور دارند.

### آکادمی پیانو Incontri col Maestro
این آکادمی توسط پیانیست  Franco Scala در سال 1989 به عنوان یک انجمن تأسیس شده است ، یک موسسه پیشرفته موسیقی به ویژه پیانو است که امروزه هفت آموزش آن از جمله ویولن ، ویولن سل و فلوت فعال است. در 24 ژوئن 2014 ، به آکادمی جوایز ملی رئیس جمهور معتبر جمهوری اهدا شد.این آکادمی ، در بین دیگر مدارس موسیقی ، توسط وزارت میراث فرهنگی ایتالیا پشتیبانی می شود و به عنوان یک مدرسه عالی شناخته می شود..

### باشگاه موسیقی Circolo della Musica
این باشگاه که در سال 1956 توسط لئوپولدو مونتاناری ، که اولین رئیس آن بود ، تأسیس شده است ، کنسرت های موسیقی کلاسیک در سطح هنری بالا برگزار می کند و هر ساله از مجریان مشهور بین المللی دعوت به عمل می آورد.

## رویدادهای شهر ایمولا
- نمایشگاه کشاورزی سانترنو

«نمایشگاه کشاورزی سانترنو». در 31 اوت سال 1947 با عنوان "Fiera del Santerno" تأسیس شد ، خیلی زود خود را به عنوان ویترین همه کالاهایی که در ایمولا و منطقه تولید می شد ، معرفی کرد. این رویداد هر ساله  40،000 نفر بازدیدکننده دارد و 200 غرفه دار (به‌طور متوسط) در آن حضور دارند و به عنوان یک رویداد اصلی است.
- رژه اتومبیل و موتور قدیمی (کرامه):این رویداد که در اروپا شناخته شده است ، در اواسط ماه سپتامبر در داخل مسیر مسابقه برگزار می شود.
- نمایشگاه آشپزی (باکاناله): در نوامبر هر سال برگزار می‌شود.بسیاری از رستوران های این منطقه به ابتکار عمل پیوستند و منوهای اختصاصی را ارائه می دهند.
- ایمولا با موسیقی: در اولین هفته ماه ژوئن هر سال برگزار می‌شود.ین برنامه هم کنسرت های هنرمندان برجسته و هم نمایش های کوچکی از هنرمندان خیابانی برگزار می کند.
- جشنواره پیانو تابستانی ایمولا:از تابستان سال 2012 توسط آکادمی پیانو "Incontri col Maestro" شروع شده و در دو هفته آخر ژوئیه یک جشنواره پیانو تابستانی را برگزار می کند. این رویداد همزمان با یک مدرسه تابستانی برای پیانویسان جوان ، که توسط خود آکادمی برگزار می شود ، با دانش آموزانی از سراسر جهان برگزار می شود که بهترین های آنها در چارچوب جشنواره با جایزه City of Imola حضور دارند. کنسرت پیانو و مجلسی در فضای باز برگزار می شود و برای عموم رایگان است

## موسسات و نهادها در ایمولا
- موسسه سانتا کاترینا

این موسسه در دوم ژوئیه 1915 به منظور کمک به کودکان یتیم جنگ جهانی اول تاسیس گردید و در قرن بیستم فعالیت های خیرخواهانه خود را ادامه داد.در قرن بیستم فعالیت های آن از یتیم خانه به یک مهمان خانه تغییر داد.
- موسسه و بیمارستان توان بخشی مونته کاتونه

این بیمارستان در خصوص معالجه و توانبخشی بیماران مبتلا به آسیب های نخاعی و مغزی تخصص دارد.امروزه این بیمارستان در حوزه تخصصی خود در بین بیمارستان های ایتالیا برتری دارد.از سال 2014 هر ساله حدود 750 بیمار در این موسسه پذیرش شده اند.بخش عمده سهام آن متعلق به شرکت Ausl di Imola  و بخشی هم متعلق به شهرداری ایمولا است.در سال 2017 ، برنامه گسترش و بازسازی آن آغاز شد. در ژوئیه 2018 یک ساختمان جدید  در سه طبقه به مساحت 400 متر مربع افتتاح و به ساختمان قدیمی آن متصل شد. از 19 دسامبر 2018 مدیر موسسه ماریو توبرتینی است.مهمان خانه "آنا گوگلیمی"  با 46 اتاق و 82 تختخواب که از خانواده های بیماران بستری استقبال می کنددر محدوده بیمارستان قرار دارد.
- موسسه آلبرگتی که موسسه ای کاربردی و در زمینه های صنعتی و فنی است.
- موسسهG. Scarabelli - L. Ghini ، با انستیتوی فنی کشاورزی و انستیتوی فنی شیمیایی.
- موسسه L. Paolini - Cassiano ، با انستیتوی فنی برای مدیریت ، امور مالی و بازاریابی ، انستیتوی فنی ساخت و ساز محیط زیست و قلمرو ، یک انستیتوی حرفه ای برای خدمات تجاری و یک انستیتوی حرفه ای برای خدمات اجتماعی و بهداشتی.
- دبیرستان B. Rambaldi - L. Valeriani - A. da Imola با گزینه های کلاسیک  علمی ، زبانی ، علوم انسانی و اقتصادی - اجتماعی
- انجمن فرهنگی (Associazione per Imola Storico-Artistica" (AISA که در سال 1938 تاسیس و در زمینه با هدف تقویت میراث تاریخی و هنری ایمولا و قلمرو آن فعالیت می کند.
- باشگاه"Silvio Pellico" به عنوان قدیمی ترین باشگاه شهری ایمولا در سال 1911 تاسیس شده است و در زمینه های آموزشی و فرهنگی فعال است.[۱۵]

## دانشگاه ایمولا
از سال 1997 ایمولا یکی از شعب  دانشگاه بولونیا بوده است. امروز میزبان هفت دوره کارشناسی ، شش کارشناسی ارشد و یک دکترا است که عمدتاً در دانشکده های کشاورزی ، داروسازی و پزشکی برگزار می شود. از سال 2008 دارای کرسی دانشگاهی Palazzo Vespignani بوده است.حدود هزار دانشجو از شاخه بولونیا در ایمولا حضور دارند. از اول نوامبر سال 2018 ایمولا همچنین محل دکتری تحقیقاتی ("بهداشت ، ایمنی و سیستم های سبز")بوده است.

## ورزش در ایمولا

### بسکتبال
بسکتبال ایمولا در دهه 1930 میلادی پا به عرصه گذاشت.اولین دیدارها بین تیم های دانشجویی انجام شد.در سال 1936 اولین باشگاه ورزشی به معنای واقعی آن شکل گرفت.در سال 1960 تیم بسکتبال ایمولا به دسته دوم ملی راه یافت و اکنون در سری سی بازی می کند.. تیم اصلی شهر آندره کاستا است که در سال 1967 تأسیس شد و هم اکنون در مسابقات لگادو بازی می کند.هر دو تیم بازی های خانگی خود را در پالا راگی (2000 صندلی) انجام می دهند.  

### فوتبال
تیم اصلی در فوتبال Imolese نام دارد که چندین سال تا 1972 در سری C  بازی کرد. سپس به دلیل مشکلات اقتصادی ، این باشگاه در رده های پایین تر قرار گرفت..بعد از ورشکستگی (2008) ، باشگاه ایمولا بعد از غیبت 46 سال توانست در  (2018 به سری C صعود کند. سایر باشگاه های فوتبال مستقر در ایمولا  عبارتند از:Tozzona Pedagnaو  Sesto Imolese ، Ponticelli، Calcio Imola 2004، Juvenilia Imola، Stella Azzurra Zolino  ، Rossoblù Imolese که در دسته سه بازی می کنند.

### بیسبال
بیسبال در ایمولا در سال 1979 با تأسیس باشگاه "غول ها" ("giganti") رسما متولد شد.تیم فعلی ، "ردسکینز" ("Redskins") در لیگ های ملی با شروع لیگ های جزئی شرکت می کند.در سال 2013 این تیم در مسابقات قهرمانی سری آ شرکت کرد و به پلی آف راه یافت. در سال 2017 این تیم عنوان قهرمان آماتور ایتالیا را کسب کرد.. علاوه بر تیم اول ، این باشگاه همچنین دارای تیم زیر 21 سال ، کادت و پسران است.

### اسب سواری
اولین مدرسه سوارکاری محلی در سال 1966 در ساحل رودخانه سانترنتو با نام "باشگاه ورزشی سوارکاری ایمولا" تاسیس شد. بعدها مدرسه سوارکاری «la Rondinella» تاسیس شد ، که در سال 1996 عنوان مدرسه سوارکاری فدرال را توسط F.I.S.E (فدراسیون ورزش سوارکاری ایتالیا) به دست آورد.باشگاه سوارکاری La Rondinella یک انجمن ورزشی آماتور ، مدرسه سواری فدرال و باشگاه پونی است.

### موتور سواری
اولین دور مسابقات موتور سواری ایمولا در سال 1924 برگزار شد.در سال 1926 انجمن رانندگان ایمولسی متولد و در عرض چند ماه  اولین رویداد خود بنام "Circuito dei Tre Monti" را برگزار کرد.از سال 1948 ، پارک آب معدنی همه ساله میزبان دور مسابقات قهرمانی جهان Motocross بود. این مسابقه افتتاحیه ، که در 23 مه 1948 برگزار شد ، اولین موتورسواری بین المللی Grand Grand Prix بود که تا آن زمان در ایتالیا برگزار می شد.این فعالیت در سال 1965 به پایان رسید زیرا در آن سال این منطقه به‌طور قطعی به یک پارک عمومی تبدیل شددر کل ،  24  گرندپری در ایمولا برگزار شد که 9 مورد از آنها برای مسابقات جهانی (1957-1965) معتبر بود.امروز انجمن های اصلی موتورسواری ایمولا عبارتند از:«Moto club Santerno Imola»-«Club romagnolo auto e moto d'epoca»-«Moto club Imola»-«Moto club "La Stalla"»-«Sport club "Il «Gruppo ex-motocrossisti imolesi»-«Associazione "Otello Buscherini"»-«Panathlon International»-«Moto Club.

### تنیس
باشگاه تنیس "کامیلو کاچیاری"در سال 1928 تاسیس شد از فعالیت بی وقفه برخوردار بوده است.
در زمینه تنیس مهمترین رویداد شهر ایمولا "Internazionali di Imola" است ، تورنومنت بین المللی بانوان مدار ITF که در ماه ژوئیه برگزار می شود و از سال 2004 ، توسط پارک تنیس Tozzona در سازماندهی شده است.

### دوچرخه سواری
معروف ترین باشگاه دوچرخه سواری در ایمولا "Unione Sportiva Imolese" در 20 مارس 1920 تاسیس گردید.از سال 1995 جایزه بزرگ Fabbi Imola  که یک رویداد بین المللی برای جوانان (از 6 تا 16 سال است) برگزار شد.خصوصیت این رقابت این است که دوچرخه سواران درون پیست انزو و دینو فراری مسابقه می دهند.
در سال 1968 ایمولا میزبان مسابقات جهانی دوچرخه سواری جاده ای بود که ویتوریو آدورنی ایتالیایی برنده شد.

### راگبی
باشگاه راگبی A.s.d ایمولا (Imola Rugby) در سال 1978 تاسیس شد. این باشگاه علاوه بر تیم جوانان برای کودکان 6 تا 14 ساله و  برای پسران 15 تا 18 ساله و اخیرا برای بالای 35 ساله ها تیم دارد.

## امکانات ورزشی ایمولا

### پیست اتومبیل‌رانی بین‌المللی انزو دینو فراری
پیست اتومبیل‌رانی بین‌المللی انزو دینو فراری(به ایتالیایی: Autodromo Internazionale Enzo e Dino Ferrari) یک میدان مسابقه است که در نزدیکی شهر ایمولا، در کشور ایتالیا قرار دارد. از این پیست برای برگزاری جایزه بزرگ سان مارینو، که یکی از سری گراند پری‌های مسابقات قهرمانی جهان فرمول یک است، استفاده می‌شود. پیکربندی کنونی این پیست از ۱۷ پیچ تشکیل شده و طول آن برابر با ۴٫۹۰۹ کیلومتر (۳٫۰۵۰ مایل) است. آخرین دوره مسابقات فرمول1 در سال 2006 برگزار گردید.پیست اتومبیلرانی آنزو و دینو فراری برای درگذشت قهرمان برزیل به نام Ayrton Senna و Roland Ratzenberger از شهرتش کاسته شد. درگذشت آیرتون سنا به شدت مورد انتقاد قرار گرفت زیرا در قانون ایتالیا آمده است که پس از کشته شدن یک ورزشکار در طول مسابقات ، مسابقات ورزشی نمی تواند برگزار شود. در حقیقت ، راتزنبرگر روز شنبه قبل از مسابقه در مرحله مقدماتی (30 آوریل 1994) در مدار درگذشت ، در حالی که سنا در تاریخ 1 مه 1994 در طول مسابقه درگذشت.برای حل مشکل قانونی ، اعلام شد كه رولان راتزنبرگر در بیمارستان جان خود را از دست داده است و نه در مسابقه. چند سالی است که مسابقات  فرمول 1 در این پیست متوقف شد.

### استادیوم شهرداری "رومئو گالی
این استادیوم میزبان مسابقات تیم فوتبال محلی است و شامل یک مسیر دو و میدانی شش خط است. این مرکز که می تواند 4000 تماشاگر را در خود جای دهد ، به نورپردازی مجهز است. این سازه همچنین شامل یک مکان(100x56 متر) برای آموزش است. در سال 2011 میزبان فینال مسابقات قهرمانی فوتبال زنان زیر 19 سال اروپا بود.

### مجموعه ورزشی "راگی"
این مجموعه شامل:استخر سرپوشیده 25 متر (ساخته شده در دهه 1970) و استخر روباز 50 متر (ساخته شده در دهه 1980) و خانه تاریخی بسکتبال و والیبال ایمولا است. این مجموعه به نام آممئو روگی (1920-1971) شهردار ایمولا نامگذاری شده است که ساخت آن را ارتقا داد.

### سایر امکانات ورزشی
از دیگر امکانات ورزشی ایمولا می توان مرکز ورزشی "باچیلگا" که متشکل از سه زمین ورزشی برای مسابقات فوتبال و راگبی است، حلقه روشنایی 300 متر و حلقه روشنایی اسکیت داخلی (معروف به "PalaGenius")، مرکز اجتماعی "کامپانلا" شامل سه زمین تنیس سبک ، یک زمین فوتبال 5 طرفه روشن و استخر "Enrico Gualandi" اشاره کرد.همچنین Kartodromo واقع در پونیچلی؛ که توسط فدراسیون موتور سیکلت ایتالیا تأیید شده است.